# Caseolus punctulatus
Caseolus punctulatus is een slakkensoort uit de familie van de Hygromiidae. De wetenschappelijke naam van de soort is voor het eerst geldig gepubliceerd in 1824 door G.B. Sowerby I.